# Tri slijepa miša (priča)
Tri slijepa miša je priča iz istoimene zbirke Agathe Christie.

## Radnja
Neočekivana mećava koja je paralizirala cijelo područje nimalo nije bila ohrabrujući početak, ali mladi bračni par Molly i Giles Davis ipak su odlučili krenuti sa svojim novim poslom - vođenjem gostinjske kuće u zapuštenom viktorijanskom dvorcu. 
Kako su samo mogli znati da se među njihovim prvim gostima u zametenom Monkswell Manoru krije i manijak koji je u obližnjem mjestu ubio svoju prvu žrtvu i koji je još dvjema osobama namijenio istu sudbinu. Naime, uz ubijenu ženu ostavljena je poruka s bizarnom dječjom pjesmicom Tri slijepa miša. 
Čangrizava aristokratkinja gospođa Boyle,umirovljeni major Metcalf, ambiciozni, ali neurotični arhitekta Christopher Wren, nenajavljeni gost Paravicini, kao i sami domaćini, potencijalne su nove žrtve. 
U strahu i neizvjesnosti tračak sigurnosti davao je pristigli policijski narednik Trotter. Ipak, ubojstvo se dogodi...